# Lista de acidentes fatais na Fórmula 1

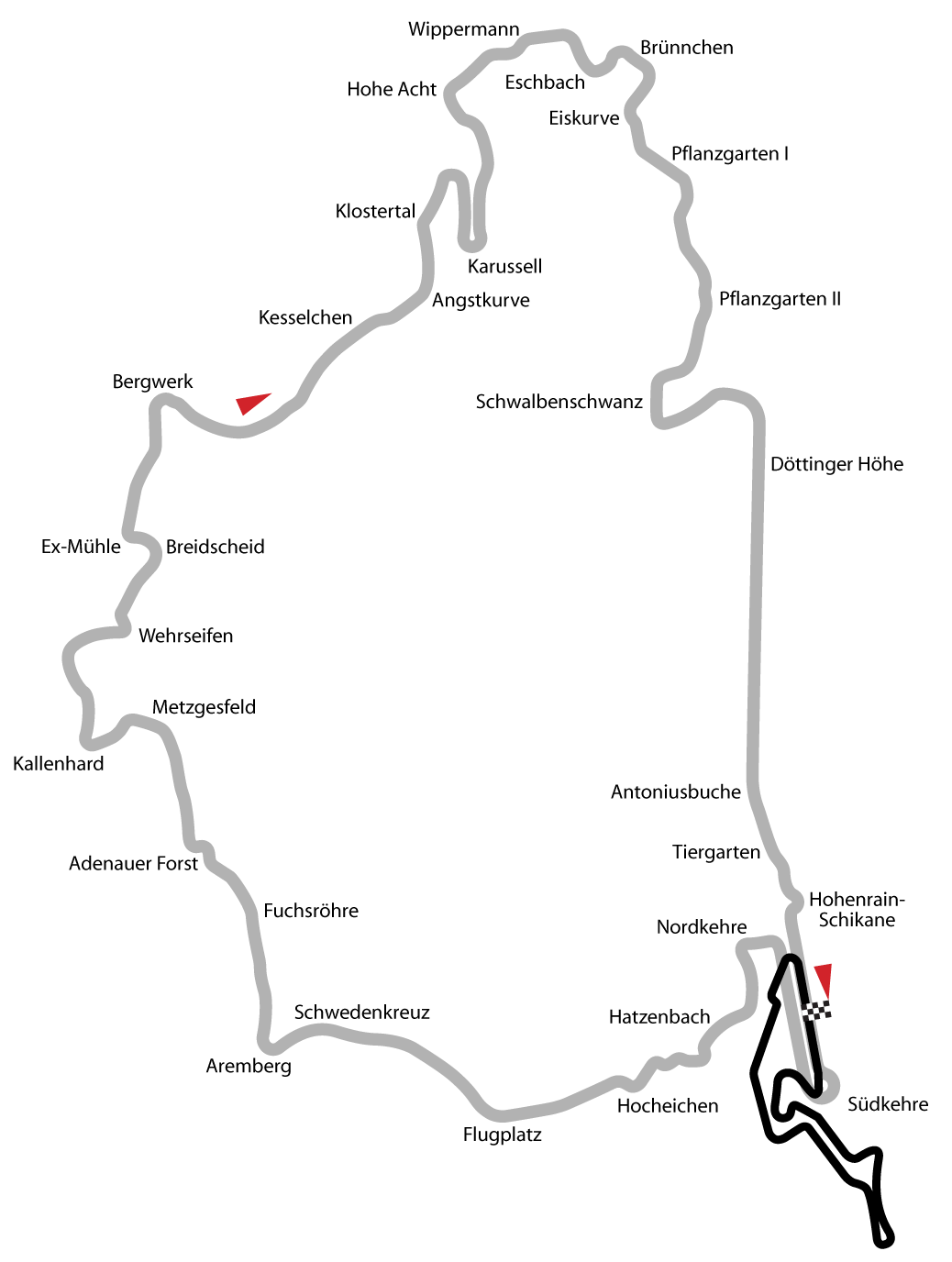
O antigo circuito de Nurburgring (em cinza-claro), onde cinco pilotos morreram em provas de Fórmula 1; Somente em Indianápolis, houve mais mortes.

Este artigo traz uma Lista de acidentes fatais na Fórmula 1.

## Pilotos
Aqui estão listadas todas as mortes de pilotos automobilísticos a bordo de carros de Fórmula 1. Para esta listagem, foram considerados todos aqueles pilotos que perderam a vida em decorrência de um acidente a bordo de um carro de Fórmula 1, seja em um certame oficial da categoria (prática, treino classificatório, aquecimento ou corrida) ou em decorrência de ferimentos provocados por acidentes em pista ou em qualquer outro lugar desde que estivesse dirigindo um carro dessa categoria.46 pilotos morreram nessas condições, 28 durante o fim de semana da corrida, 8 durante as 500 Milhas de Indianápolis, 8 nas sessões e treinos particulares e 4 durante eventos de Fórmula 1 não válidos pelo campeonato. Não estão citadas na lista mortes entre os espectadores.
- 17 pilotos morreram na década de 1950;
- 12 na década de 1960;
- 10 na década de 1970;
- 4 na década de 1980;
- 2 na década de 1990;
- 1 na década de 2010;

Os pilotos da Grã-Bretanha foram os que mais sofreram acidentes fatais, com 12 mortes, seguidos pelos dos Estados Unidos, com 11 mortes.

### Mortes na Fórmula 1
| Piloto                  | Data do Acidente       | Evento                                    | Circuito                            | Carro-Motor                           | Durante           | Notas       | Referências   |  |
| ----------------------- | ---------------------- | ----------------------------------------- | ----------------------------------- | ------------------------------------- | ----------------- | ----------- | ------------- |  |
| Cameron Earl            | 18 de junho de 1952    | Testes particulares                       | MIRA                                | ERA                                   | Testes            |             | [ 2 ]         |  |
| Luigi Fagioli           | 20 de junho de 1952    | GP de Mônaco de 1952                      | Circuito de Mônaco                  | Alfa Romeo                            | Treinos           |             |               |  |
| Chet Miller             | 15 de maio de 1953     | Grande Prêmio de Indianápolis 500 de 1953 | Indianapolis Motor Speedway         | Kurtis Kraft-Offy                     | Treinos           | [ nota 1 ]  | [ 3 ]         |  |
| Carl Scarborough        | 15 de maio de 1953     | Grande Prêmio de Indianápolis 500 de 1953 | Indianapolis Motor Speedway         | Kurtis Kraft-Offy                     | Corrida           | [ nota 2 ]  | [ 3 ]         |  |
| Charles de Tornaco      | 18 de setembro de 1953 | Testes                                    | Autódromo de Modena, Itália         | Ferrari                               | Testes            |             | [ 4 ]         |  |
| Felice Bonetto          | 21 de novembro de 1953 | GP do México de 1953                      | Autódromo Hermanos Rodríguez        | Maserati                              | Corrida           |             |               |  |
| Onofre Marimón          | 31 de julho de 1954    | GP da Alemanha de 1954                    | Nürburgring                         | Maserati                              | Treinos           |             | [ 3 ]         |  |
| Mario Alborghetti       | 11 de maio de 1955     | GP de Pau de 1955                         | Circuito de Pau, França             | Maserati                              | Corrida           |             | [ 5 ]         |  |
| Manny Ayulo             | 16 de maio de 1955     | Grande Prêmio de Indianápolis 500 de 1955 | Indianapolis Motor Speedway         | Kuzma-Offy                            | Treinos           | [ 1 ]       |               |  |
| Bill Vukovich           | 30 de maio de 1955     | Grande Prêmio de Indianápolis 500 de 1955 | Indianapolis Motor Speedway         | Kurtis Kraft-Offy                     | Corrida           | [ 1 ]       |               |  |
| Alberto Ascari          | 26 de maio de 1955     | Treinos                                   | Circuito de Monza                   | Ferrari                               | Treinos           |             | [ 6 ]         |  |
| Eugenio Castellotti     | 14 de março de 1957    | Testes                                    | Autódromo de Modena, Itália         | Ferrari                               | Testes            |             |               |  |
| Keith Andrews           | 15 de maio de 1957     | Grande Prêmio de Indianápolis 500 de 1957 | Indianapolis Motor Speedway         | Kurtis Kraft-Offy                     | Treinos           | [ 1 ]       |               |  |
| Pat O'Connor            | 30 de maio de 1958     | Grande Prêmio de Indianápolis 500 de 1958 | Indianapolis Motor Speedway         | Kurtis Kraft-Offy                     | Corrida           | [ 1 ]       |               |  |
| Luigi Musso             | 6 de julho de 1958     | GP da França de 1958                      | Reims-Gueux                         | Ferrari                               | Corrida           |             |               |  |
| Peter Collins           | 3 de agosto de 1958    | GP da Alemanha de 1958                    | Nürburgring                         | Ferrari                               | Corrida           |             |               |  |
| Stuart Lewis-Evans      | 19 de setembro de 1958 | GP de Marrocos de 1958                    | Ain-Diab Circuit                    | Vanwall                               | Corrida           |             |               |  |
| Jerry Unser             | 17 de maio de 1959     | Grande Prêmio de Indianápolis 500 de 1959 | Indianapolis Motor Speedway         | Kurtis Kraft-Offy                     | Teste pré-corrida | [ 1 ]       |               |  |
| Bob Cortner             | 17 de maio de 1959     | Grande Prêmio de Indianápolis 500 de 1959 | Indianapolis Motor Speedway         | Cornis-Offy                           | Teste pré-corrida | [ 1 ]       |               |  |
| Ivor Bueb               | 1 de agosto de 1959    | Testes Particulares                       | Circuito de Charade                 | Cooper-Climax                         | Testes            |             |               |  |
| Harry Schell            | 13 de maio de 1960     | International Trophy                      | Silverstone                         | Cooper-Climax                         | Qualificações     | [ nota 3 ]  |               |  |
| Chris Bristow           | 19 de junho de 1960    | GP da Bélgica de 1960                     | Circuit de Spa-Francorchamps        | Cooper-Climax                         | Corrida           |             | [ 7 ]         |  |
| Alan Stacey             | 19 de junho de 1960    | GP da Bélgica de 1960                     | Circuit de Spa-Francorchamps        | Lotus-Climax                          | Corrida           |             | [ 7 ]         |  |
| Shane Summers           | 1 de junho de 1961     | Grande Prêmio de Silver City              | Brands Hatch                        | Cooper-Climax                         | Prática           |             | [ 8 ]         |  |
| Giulio Cabianca         | 15 de junho de 1961    | Testes particulares                       | Autódromo de Modena                 | Cooper-Climax                         | Testes            |             | [ 9 ]         |  |
| Wolfgang von Trips      | 10 de setembro de 1961 | GP da Itália de 1961                      | Circuito de Monza                   | Ferrari                               | Corrida           | [ nota 4 ]  | [ 10 ]        |  |
| Ricardo Rodríguez       | 1 de novembro de 1962  | GP do México de 1962                      | Autódromo Magdalena Mixhiurca       | Lotus-Climax                          | Treinos           |             | [ 11 ]        |  |
| Gary Hocking            | 21 de dezembro de 1962 | Grande Prêmio de Natal de 1962            | Westmead Circuit                    | Lotus                                 | Treinos           | [ nota 5 ]  |               |  |
| Carel Godin de Beaufort | 2 de agosto de 1964    | GP da Alemanha de 1964                    | Nürburgring                         | Porsche                               | Treinos           |             | [ 12 ]        |  |
| John Taylor             | 7 de agosto de 1966    | GP da Alemanha de 1966                    | Nürburgring                         | Brabham-BRM                           | Corrida           | [ nota 6 ]  | [ 13 ]        |  |
| Lorenzo Bandini         | 7 de maio de 1967      | GP de Mônaco de 1967                      | Circuito de Mônaco                  | Ferrari                               | Corrida           |             | [ 14 ]        |  |
| Bob Anderson            | 14 de agosto de 1967   | Testes particulares                       | Silverstone, Inglaterra             | Brabham-Climax                        | Testes            |             | [ 15 ]        |  |
| Joseph Schlesser        | 7 de julho de 1968     | GP da França de 1968                      | Rouen-Les-Essarts                   | Honda                                 | Corrida           |             | [ 16 ] [ 17 ] |  |
| Gerhard Mitter          | 1 de agosto de 1969    | GP da Alemanha de 1969                    | Nürburgring                         | BMW 269 (carro de Fórmula 2 adaptado) | Treinos           |             |               |  |
| Piers Courage           | 7 de junho de 1970     | GP dos Países Baixos de 1970              | Circuit Zandvoort                   | De Tomaso-Ford                        | Corrida           |             | [ 18 ] [ 19 ] |  |
| Jochen Rindt            | 5 de setembro de 1970  | GP da Itália de 1970                      | Circuito de Monza                   | Lotus-Ford                            | Qualificações     |             | [ 20 ]        |  |
| Jo Siffert              | 24 de outubro de 1971  | 1971 World Championship Victory Race      | Brands Hatch                        | BRM                                   | Corrida           | [ nota 7 ]  | [ 21 ]        |  |
| Roger Williamson        | 29 de julho de 1973    | GP dos Países Baixos de 1973              | Circuit Zandvoort                   | March-Ford                            | Corrida           |             | [ 22 ]        |  |
| François Cevert         | 6 de outubro de 1973   | GP dos Estados Unidos de 1973             | Watkins Glen Grand Prix Race Course | Tyrrel-Ford                           | Qualificações     |             | [ 23 ] [ 24 ] |  |
| Peter Revson            | 30 de março de 1974    | Testes de Pneus                           | Kyalami                             | Shadow-Ford                           | Testes de Pneus   |             | [ 25 ]        |  |
| Helmuth Koinigg         | 6 de outubro de 1974   | GP dos Estados Unidos de 1974             | Watkins Glen Grand Prix Race Course | Surtees-Ford                          | Corrida           |             | [ 26 ]        |  |
| Mark Donohue            | 19 de agosto de 1975   | GP da Áustria de 1975                     | Österreichring                      | Penske-Ford                           | Treinos           |             | [ 27 ] [ 28 ] |  |
| Tom Pryce               | 5 de março de 1977     | GP da África do Sul de 1977               | Kyalami                             | Shadow-Ford                           | Corrida           |             | [ 29 ]        |  |
| Brian McGuire           | 29 de agosto de 1977   | Shellsport International Series           | Brands Hatch                        | McGuire-BM1                           | Treinos           | [ nota 8 ]  |               |  |
| Ronnie Peterson         | 11 de setembro de 1978 | GP da Itália de 1978                      | Circuito de Monza                   | Lotus-Ford                            | Corrida           |             | [ 30 ]        |  |
| Patrick Depailler       | 1 de agosto de 1980    | Testes Particulares                       | Hockenheimring                      | Alfa Romeo                            | Testes            |             | [ 31 ]        |  |
| Gilles Villeneuve       | 8 de maio de 1982      | GP da Bélgica de 1982                     | Zolder                              | Ferrari                               | Qualificações     |             | [ 32 ]        |  |
| Riccardo Paletti        | 13 de junho de 1982    | GP do Canadá de 1982                      | Circuit Gilles Villeneuve           | Osella-Ford                           | Corrida           |             | [ 33 ]        |  |
| Elio de Angelis         | 15 de maio de 1986     | Testes particulares                       | Circuit Paul Ricard                 | Brabham-BMW                           | Testes            |             | [ 34 ]        |  |
| Roland Ratzenberger     | 30 de abril de 1994    | GP de San Marino de 1994                  | Autódromo Enzo e Dino Ferrari       | Simtek-Ford                           | Qualificações     | [ nota 9 ]  | [ 35 ]        |  |
| Ayrton Senna            | 1 de maio de 1994      | GP de San Marino de 1994                  | Autódromo Enzo e Dino Ferrari       | Williams-Renault                      | Corrida           |             | [ 35 ]        |  |
| Jules Bianchi           | 5 de outubro de 2014   | GP do Japão de 2014                       | Circuito de Suzuka                  | Marussia-Ferrari                      | Corrida           | [ nota 10 ] | [ 36 ]        |  |

## Por circuito
| Colocação | Circuito                      | Acidentes fatais | Acidentes fatais | Acidentes fatais |
| Colocação | Circuito                      | Total            | Primeiro         | Último           |
| --------- | ----------------------------- | ---------------- | ---------------- | ---------------- |
| 1         | Indianapolis Motor Speedway   | 7                | 1953             | 1959             |
| 2         | Nürburgring                   | 5                | 1954             | 1969             |
| 3         | Modena Autodrome              | 3                | 1953             | 1961             |
| 3         | Circuito de Monza             | 3                | 1961             | 1978             |
| 5         | Circuito de Spa-Francorchamps | 2                | 1960             | 1960             |
| 5         | Silverstone                   | 2                | 1960             | 1967             |
| 5         | Hockenheimring                | 2                | 1968             | 1980             |
| 5         | Circuit Zandvoort             | 2                | 1970             | 1973             |
| 5         | Watkins Glen                  | 2                | 1973             | 1974             |
| 5         | Kyalami                       | 2                | 1974             | 1977             |
| 5         | Autodromo Enzo e Dino Ferrari | 2                | 1994             | 1994             |
| 12        | Reims-Gueux                   | 1                | 1958             | 1958             |
| 12        | Ain-Diab                      | 1                | 1958             | 1958             |
| 12        | Charade                       | 1                | 1959             | 1959             |
| 12        | Autódromo Hermanos Rodríguez  | 1                | 1962             | 1962             |
| 12        | Mônaco                        | 1                | 1967             | 1967             |
| 12        | Rouen-Les-Essarts             | 1                | 1968             | 1968             |
| 12        | Brands Hatch                  | 1                | 1971             | 1971             |
| 12        | Österreichring                | 1                | 1975             | 1975             |
| 12        | Zolder                        | 1                | 1982             | 1982             |
| 12        | Circuito Gilles Villeneuve    | 1                | 1982             | 1982             |
| 12        | Circuito Paul Ricard          | 1                | 1986             | 1986             |
| 12        | Circuito de Suzuka            | 1                | 2014             | 2014             |

## Outras mortes
| Quem?                               | Data do acidente       | Evento                                           | Circuito                   | Durante                   | Nota | Ref.          |
| ----------------------------------- | ---------------------- | ------------------------------------------------ | -------------------------- | ------------------------- | --- | ------------- |
| Torcedores                          | 10 de setembro de 1961 | GP da Itália de 1961                             | Circuito de Monza          | Corrida                   | O acidente que vitimou o alemão Wolfgang von Trips matou também 14 torcedores. | [ 37 ]        |
| Torcedores                          | 27 de abril de 1975    | GP da Espanha de 1975                            | Montjuïc                   | Corrida                   | Acidente ocasionado pelo alemão Rolf Stommelen matou 5 torcedores após a colisão com o alambrado de proteção. |               |
| Jansen Van Vuuren (Fiscal de pista) | 5 de março de 1977     | GP da África do Sul de 1977                      | Kyalami                    | Corrida                   | Tom Pryce morreu depois de atingir o fiscal, que atravessava a pista; ambos morreram na hora, enquanto o outro fiscal que acompanhou Van Vuuren nada sofreu. | [ 37 ]        |
| John Dawson-Damer                   | 24 de junho de 2000    | Festival de Goodwood                             | Goodwood                   | Festival de velocidade    | Pilotando uma Lotus 63, John Dawson-Damer, de 59 anos, bateu o carro em uma estrutura de madeira e morreu no hospital no dia seguinte. | [ 38 ]        |
| Paolo Gislimberti (Fiscal de pista) | 10 de setembro de 2000 | GP da Itália de 2000                             | Monza                      | Corrida                   | Após acidente na primeira volta deste GP, a roda do carro de Frentzen atingiu Gislimberti, matando-o. | [ 37 ]        |
| Graham Beveridge (Fiscal de pista)  | 04 de março de 2001    | GP da Austrália de 2001                          | Melbourne                  | Corrida                   | O acidente entre Ralf Schumacher e Jacques Villeneuve vitimou o fiscal. O carro do piloto canadense chocou-se com o alambrado e acertou o fiscal por uma abertura na tela. A morte de Beveridge foi a última registrada em corridas até o GP do Canadá de 2013.    | [ 37 ]        |
| Fritz Glatz                         | 14 de julho de 2002    | EuroBOSS                                         | Most (República Checa)     | Corrida                   | Ex-piloto da Fórmula 3000, Glatz (conhecido ainda por "Pierre Chauvet" ou "Frederico Careca") morreu após bater seu carro (Footwork FA17) contra uma zebra e decolar. O austríaco, que também correu na Fórmula 2 e na Fórmula 3, faria 59 anos uma semana depois. | [ 39 ] [ 40 ] |
| Mark Robinson (Fiscal de pista)     | 09 de junho de 2013    | GP do Canadá de 2013                             | Circuito Gilles Villeneuve | Corrida                   | Durante a retirada da Sauber de Esteban Gutiérrez, Robinson foi atingido por uma roda do guincho. Esta morte encerrou um período de 12 anos sem mortes na Formula 1 após 2001.                                                                                     | [ 37 ]        |
| Denis Welch                         | 27 de julho de 2014    | Silverstone Classic Jack Brabham Memorial Trophy | Circuito de Silverstone    | Corrida de carros antigos | Guiando um Lotus 18, Welch, de 69 anos, não resistiu aos ferimentos após um acidente múltiplo. | [ 41 ]        |
| David Ferrer                        | 2 de setembro de 2017  | FIA Campeonato histórico de Fórmula 1            | Circuito de Zandvoort      | Corrida de carros antigos | Guiando uma March 701, David Ferrer bateu seu carro na curva Arie Luyendjikbocht. Mesmo sendo ressuscitado, ele morreu aos 61 anos de idade. | [ 42 ]        |